# Genadekruid
Genadekruid (Gratiola officinalis) is een giftige, overblijvende plant die behoort tot de weegbreefamilie (Plantaginaceae). De soort staat op de Nederlandse Rode lijst van planten als zeer zeldzaam en zeer sterk afgenomen. De plant komt van nature voor in Midden- en Zuid-Europa en in Centraal-Azië.
De polvormende plant wordt 10-40 cm hoog en vormt een horizontale wortelstok. De vierkantige, holle, kale stengels hebben een scherpe smaak. De lichtgroene, halfstengelomvattende, tot 2,5 cm lange bladeren zijn lijnvormig tot langwerpig en hebben een gezaagde rand. De onderste bladeren zijn schubvormig. Op de bladeren zitten doorschijnende klierpuntjes.
Genadekruid bloeit van juni tot augustus met witte of bleeklilarode, 1-1,8 cm grote bloemen, die apart in de bladoksels staan. De kroonbuis is lichtgeel of bruinachtig rood. Onder de kelk zitten twee steelblaadjes.
De flesvormige vrucht is een doosvrucht.
De plant komt voor op in de winter overstroomde, vrij voedselrijke grond langs rivieren en beken.

## Gebruik
Genadekruid wordt in de fytotherapie en de homeopathie gebruikt. In de plant komt onder meer als werkzame stof het bittersmakende curcurbitacine voor.

## Namen in andere talen
- Duits: Gottesgnadenkraut, Gnadenkraut
- Engels: Hedge hyssop
- Frans: Gratiole officinale